# Roger Moens
Roger Moens (Erembodegem, 26 aprile 1930) è un ex mezzofondista belga, che fu primatista mondiale degli 800 metri piani e vincitore di una medaglia d'argento olimpica.

## Biografia
Inizialmente dedito ai 400 metri piani, nel 1952 partecipò alle Olimpiadi di Helsinki dove gareggiò sia nella competizione individuale che nella staffetta: in entrambe le specialità venne eliminato al primo turno.
Convertitosi agli 800 metri, vinse subito diverse gare internazionali e nel 1955, al Bislett Stadion di Oslo, con il tempo di 1'45"7 migliorò di nove decimi il record mondiale stabilito dal tedesco Rudolf Harbig sedici anni prima. Fu però costretto a rinunciare all'appuntamento olimpico di Melbourne 1956 per un infortunio. Cercò di rifarsi quattro anni dopo, quando prese parte ai Giochi di Roma 1960 godendo ancora dei favori del pronostico, ma dovette accontentarsi della medaglia d'argento preceduto dalla rivelazione neozelandese Peter Snell, che due anni dopo gli strappò anche il record del mondo, mentre per vedere un atleta europeo migliorare il suo primato si dovette aspettare fino al 1966, quando Franz-Josef Kemper fece segnare il tempo di 1'44"9. 
Terminata l'attività agonistica ha lavorato come commentatore televisivo.

## Palmarès
| Anno | Manifestazione  | Sede | Evento    | Risultato | Prestazione | Note |
| ---- | --------------- | ---- | --------- | --------- | ----------- | ---- |
| 1960 | Giochi olimpici | Roma | 800 metri | Argento   | 1'46"5      |      |